# Либеральная партия Андорры
Либеральная партия Андорры (кат. Partit Liberal d’Andorra) — правоцентристская, либеральная партия Андорры. Она была основана в 1992 году Марком Форне Мольне, который в 1994 году стал главой правительства. Либеральная партия Андорры является самой большой в стране. Также она один из членов Либерального Интернационала и Европейской партии либеральных демократов и реформаторов.
4 марта 2001 года в Андорре прошли выборы, ЛПА выиграла с 46,1 % голосов, получив при этом 16 из 28 мест в парламенте страны. На выборах 2005 года партия потеряла 2 места в парламенте набрав 41 % голосов. При этом у партии осталась возможность сформировать правительство. На выборах 2009 года партия в составе Реформистской коалиции получила 11 мест в парламенте, проиграв Социал-демократической партии.